# 1999年日本グランプリ (4輪)
1999年日本グランプリ(1999 Japanese Grand Prix)は、1999年のF1世界選手権最終戦として、1999年10月31日に鈴鹿サーキットで開催された。

## 概要
2週間前のマレーシアGPレース後に発覚したフェラーリの車両規定違反騒動は、10月23日に行われたFIA国際控訴審において一転無罪判決が下された。
バージボードの寸法オーバー (10mm) は車検の測定方法が適切ではなかったと判断され、誤差の許容範囲内 (5mm) とみなされた。
失格となったフェラーリドライバーの順位が復活したことでミカ・ハッキネン（マクラーレン）の暫定チャンピオンが幻となり、逆にエディ・アーバイン（フェラーリ）がポイントリーダーとして最終戦を迎えることになった。獲得ポイントはアーバイン70、ハッキネン66で4点差。今季の上位成績はともに優勝4回、2位2回だが、3位はハッキネン3回に対しアーバイン2回となっており、日本GPでは以下の条件となる。
- アーバイン先着、もしくはハッキネン4位（69点）以下の場合、アーバインがチャンピオン獲得。
- ハッキネン優勝（76点）ならば無条件でチャンピオン獲得。
- ハッキネン2位（72点）ならば、アーバインは4位（73点）以内でチャンピオン獲得。
- ハッキネン3位（70点）ならば、アーバインは6位（71点）以内でチャンピオン獲得。

コンストラクターズタイトルもフェラーリ118点、マクラーレン114点と同じく4点差の状態で決戦を迎えた。
またこのレースを最後に1990年からF1実況を務めてきたフジテレビアナウンサーの三宅正治はフジテレビF1中継から降板した。

## 予選
予選では最初のアタックでミハエル・シューマッハ（フェラーリ）とハッキネンが同タイムを記録。以後も両者のポールポジション争いが続く。アーバインはこのペースに追いつけないばかりか、ヘアピンで単独クラッシュして赤旗セッション中断の原因を作ってしまった。
セッション再開後、ハッキネンは逆転を狙ってコースインしたが、アタックラップに入る直前にジャン・アレジ（ザウバー）と交錯してチャンスを失い、シューマッハに0.35秒及ばなかった。シューマッハは欠場から復帰後2連連続のポール獲得となった。アーバインはデビッド・クルサード（マクラーレン）、ハインツ＝ハラルド・フレンツェン（ジョーダン）にも先を越され、5番グリッドからのスタートとなった。6、7位にはプロスト勢の2台がつけた。

### 結果
| 順位 | No | ドライバー                       | チーム                       | タイム   | 差     |
| ---- | -- | -------------------------------- | ---------------------------- | -------- | ------ |
| 1    | 3  | ミハエル・シューマッハ           | フェラーリ                   | 1:37.470 | —      |
| 2    | 1  | ミカ・ハッキネン                 | マクラーレン・メルセデス     | 1:37.820 | +0.350 |
| 3    | 2  | デビッド・クルサード             | マクラーレン・メルセデス     | 1:38.239 | +0.769 |
| 4    | 8  | ハインツ＝ハラルド・フレンツェン | ジョーダン・無限ホンダ       | 1:38.696 | +1.226 |
| 5    | 4  | エディ・アーバイン               | フェラーリ                   | 1:38.975 | +1.505 |
| 6    | 18 | オリビエ・パニス                 | プロスト・プジョー           | 1:39.623 | +2.153 |
| 7    | 19 | ヤルノ・トゥルーリ               | プロスト・プジョー           | 1:39.644 | +2.174 |
| 8    | 17 | ジョニー・ハーバート             | スチュワート・フォード       | 1:39.706 | +2.236 |
| 9    | 6  | ラルフ・シューマッハ             | ウィリアムズ・スーパーテック | 1:39.717 | +2.247 |
| 10   | 11 | ジャン・アレジ                   | ザウバー・ペトロナス         | 1:39.721 | +2.251 |
| 11   | 22 | ジャック・ヴィルヌーヴ           | BAR・スーパーテック          | 1:39.732 | +2.262 |
| 12   | 7  | デイモン・ヒル                   | ジョーダン・無限ホンダ       | 1:40.140 | +2.670 |
| 13   | 16 | ルーベンス・バリチェロ           | スチュワート・フォード       | 1:40.140 | +2.670 |
| 14   | 9  | ジャンカルロ・フィジケラ         | ベネトン・プレイライフ       | 1:40.261 | +2.791 |
| 15   | 10 | アレクサンダー・ヴルツ           | ベネトン・プレイライフ       | 1:40.303 | +2.833 |
| 16   | 5  | アレックス・ザナルディ           | ウィリアムズ・スーパーテック | 1:40.403 | +2.933 |
| 17   | 12 | ペドロ・ディニス                 | ザウバー・ペトロナス         | 1:40.740 | +3.270 |
| 18   | 23 | リカルド・ゾンタ                 | BAR・スーパーテック          | 1:40.861 | +3.391 |
| 19   | 15 | 高木虎之介                       | アロウズ                     | 1:41.067 | +3.597 |
| 20   | 21 | マルク・ジェネ                   | ミナルディ・フォード         | 1:41.529 | +4.059 |
| 21   | 14 | ペドロ・デ・ラ・ロサ             | アロウズ                     | 1:41.708 | +4.238 |
| 22   | 20 | ルカ・バドエル                   | ミナルディ・フォード         | 1:42.515 | +5.045 |

## 決勝
決勝の見所として、マレーシアGPと同じくシューマッハの「アシスト」に注目が集まった。スターティンググリッド通りシューマッハ優勝・ハッキネン2位という結果になるのであれば、アーバインは4位フィニッシュでチャンピオンを獲得することができる。そのような状況になった場合、ハッキネンの僚友クルサードがアーバインを5位以下に封じ込めるという作戦も考えられた。
スタートではシューマッハのホイールスピンが大きく、イン側から好スタートを切ったハッキネンが先頭で1コーナーに飛び込んだ。アーバインはクルサードとフレンツェンを抜いたが、オリビエ・パニス（プロスト）に先行されて4位。軽めの燃料を積んだハッキネンは、2位シューマッハを徐々に引き離していく。
ハッキネンはシューマッハに対して7秒近くマージンを稼ぎ、最初のピットストップを無難にこなした。20周目にパニスがリタイアしたため、アーバインが3位に浮上したが、ピットストップでクルサードに逆転され再び4位に落ちた。クルサード以下、アーバイン、フレンツェン、ラルフ・シューマッハ（ウィリアムズ）らは3位グループの接戦となっている。
今回が引退レースとなる元チャンピオンのデイモン・ヒル（ジョーダン）は、スプーンカーブでコースオフ。ピットでノーズ交換してからレースに復帰したものの、再びピットに戻り自らマシンを降りた。
3位のクルサードも単独コースオフし、ノーズ交換のためピットイン。周回遅れとなったクルサードはシューマッハの前を塞いだが、40周目にマシントラブルのためリタイアした。
ハッキネンは終始安定した走りでシューマッハとの差をキープし、53周のレースを走破して優勝。4ポイント差を逆転して、2年連続ドライバーズチャンピオンを決めた。2位にシューマッハ、3位にアーバインが入賞したため、コンストラクターズチャンピオンはフェラーリが獲得した。フェラーリにとっては1983年のコンストラクターズ以来16年ぶりのタイトル獲得となった。

### 結果
| 順位 | No | ドライバー                       | チーム                       | 周回数 | タイム/リタイア | グリッド | ポイント |
| ---- | -- | -------------------------------- | ---------------------------- | ------ | --------------- | -------- | -------- |
| 1    | 1  | ミカ・ハッキネン                 | マクラーレン・メルセデス     | 53     | 1:31:18.785     | 2        | 10       |
| 2    | 3  | ミハエル・シューマッハ           | フェラーリ                   | 53     | +5.015          | 1        | 6        |
| 3    | 4  | エディ・アーバイン               | フェラーリ                   | 53     | +1:35.688       | 5        | 4        |
| 4    | 8  | ハインツ＝ハラルド・フレンツェン | ジョーダン・無限ホンダ       | 53     | +1:38.635       | 4        | 3        |
| 5    | 6  | ラルフ・シューマッハ             | ウィリアムズ・スーパーテック | 53     | +1:39.494       | 9        | 2        |
| 6    | 11 | ジャン・アレジ                   | ザウバー・ペトロナス         | 52     | +1 Lap          | 10       | 1        |
| 7    | 17 | ジョニー・ハーバート             | スチュワート・フォード       | 52     | +1 Lap          | 8        |          |
| 8    | 16 | ルーベンス・バリチェロ           | スチュワート・フォード       | 52     | +1 Lap          | 13       |          |
| 9    | 22 | ジャック・ヴィルヌーヴ           | BAR・スーパーテック          | 52     | +1 Lap          | 11       |          |
| 10   | 10 | アレクサンダー・ヴルツ           | ベネトン・プレイライフ       | 52     | +1 Lap          | 15       |          |
| 11   | 12 | ペドロ・ディニス                 | ザウバー・ペトロナス         | 52     | +1 Lap          | 17       |          |
| 12   | 23 | リカルド・ゾンタ                 | BAR・スーパーテック          | 52     | +1 Lap          | 18       |          |
| 13   | 14 | ペドロ・デ・ラ・ロサ             | アロウズ                     | 51     | +2 Laps         | 21       |          |
| 14   | 9  | ジャンカルロ・フィジケラ         | ベネトン・プレイライフ       | 47     | エンジン        | 14       |          |
| Ret  | 15 | 高木虎之介                       | アロウズ                     | 43     | ギアボックス    | 19       |          |
| Ret  | 20 | ルカ・バドエル                   | ミナルディ・フォード         | 43     | エンジン        | 22       |          |
| Ret  | 2  | デビッド・クルサード             | マクラーレン・メルセデス     | 39     | ハイドロリック  | 3        |          |
| Ret  | 21 | マルク・ジェネ                   | ミナルディ・フォード         | 31     | ギアボックス    | 20       |          |
| Ret  | 7  | デイモン・ヒル                   | ジョーダン・無限ホンダ       | 21     | 撤退            | 12       |          |
| Ret  | 18 | オリビエ・パニス                 | プロスト・プジョー           | 19     | 発電機          | 6        |          |
| Ret  | 19 | ヤルノ・トゥルーリ               | プロスト・プジョー           | 3      | エンジン        | 7        |          |
| Ret  | 5  | アレックス・ザナルディ           | ウィリアムズ・スーパーテック | 0      | 電気系          | 16       |          |